# 玉城盛重
玉城 盛重（たまぐしく せいじゅう、明治元年3月1日〈1868年〉- 昭和20年〈1945年5月10日〉）は、琉球舞踊家、組踊役者、箏曲家。
那覇市首里生まれ。琉球王朝時代、冊封使をもてなした御冠船踊りの正統な継承者。

## 略歴
1869年、玉城盛喜の三男として首里に生まれる。祖父は尚穆王の御冠船で踊りを演じ首里四公子の一人、玉城盛昭（唐名 翁允温）。玉城家は、多くの三司官を輩出した名門の翁氏また玉城殿内の分家筋である。12歳で明治初期の芝居の世界に入り、37歳で仲毛(なかもう)芝居を退き、沖縄戦で77歳で死去するまで、後進を指導し、沖縄の古典芸能を守り育てた。「琉球(りゅうきゅう)の市川団十郎」と評され、同じ仲毛出身の渡嘉敷守良(とかしきしゅりょう)の女踊りに対し、男踊りの第一人者とされた。創作舞踊も多く、『むんじゅる』『浜千鳥(ちぢゅうやー)』『谷茶前(たんちゃめ)』など琉球舞踊における雑踊(ぞうおどり)の代表的な作品を手がける。1936年（昭和11）、折口信夫(おりくちしのぶ)を中心とする日本民俗協会主催の琉球古典芸能大会には座頭として参加した。
沖縄戦により小禄村金城に戦死。